# Albert Bogen
Albert Bogen (nascut Albert Bógathy, Kikinda, Sèrbia, 8 d'abril de 1882 – Budapest,14 de juliol de 1961) va ser un tirador que va competir per Àustria als Jocs Olímpics de 1912 i per Hongria als Jocs Olímpics de 1928. Fou el pare d'Erna Bogen-Bogáti, sogre d'Aladár Gerevich i avi de Pál Gerevich, tots medallistes olímpics.
El 1912 va disputar dues proves del programa d'esgrima als Jocs d'Estocolm. Guanyà la medalla de plata en la prova de sabre per equips, mentre en la de sabre quedà eliminat en sèries.
El 1928, als Jocs d'Amsterdam disputà la prova d'espasa per equips, quedant eliminat en sèries.